# Pedro Gómez Gudiel
Pedro Gómez Gudiel y Barroso fue un noble y religioso castellano que ocupó la dignidad eclesiástica de obispo de Segovia en el siglo XIV.
Nacido en Toledo, fue hijo de Fernando Díaz Gudiel, señor de la Torre de Esteban Hambrán, y de su mujer Urraca Pérez Barroso, de los señores de Malpica de Tajo, después marqueses de Malpica.
Nombrado obispo de Segovia el 13 de febrero de 1352, un año más tarde hubo de asistir al matrimonio celebrado en la ciudad de Tello de Castilla, hijo natural de Alfonso XI de Castilla en Leonor de Guzmán, con Juana de Lara, señora de Vizcaya. Al enlace asistió también el rey Pedro I de Castilla, hermanastro del contrayente, que ordenó poco después al obispo que acompañase a la reina Blanca de Borbón, a quien había ordenado se hiciese presa en el castillo de Arévalo; Gómez Gudiel se negó en un primer momento, pero el rey le ordenó nuevamente que acompañase a la reina, esta vez desde Arévalo hasta el Alcázar de Toledo, siendo la última noticia que se tiene del obispo, del que no se sabe cuándo finalizó su mandato.

| Predecesor: Blasco de Portugal | Obispo de Segovia 1353 - 13.. | Sucesor: Gonzalo II |